# Полевое (Красноярский край)
Полевое — село в Бирилюсском районе Красноярского края России. Административный центр Полевского сельсовета. Находится восточнее реки Чулым, примерно в 43 км к северо-северо-западу (NNW) от районного центра, села Новобирилюссы, на высоте 204 метров над уровнем моря.

## Население
| 2010 |
| ---- |
| 145  |

Гендерный состав
По данным Всероссийской переписи населения 2010 года 74 мужчины и 71 женщина из 145 чел.

## Улицы
Уличная сеть села состоит из 5 улиц.